# Охотник за браконьерами
«Охотник за браконьерами» — советский художественный телефильм 1975 года, снятый по мотивам одноимённой повести Евгения Рысса.

## Сюжет
Школьник Вася и его маленькая сестра Клаша живут на берегу живописного озера, в котором разводят форель. С помощью своих друзей, собаки Колчана и лошади Стрелки ребята задерживают браконьеров.

## В ролях
- Василий Фунтиков — Вася (озвучивает Мария Виноградова)
- Александра Кравченко — Клаша, младшая сестрёнка Васи (озвучивает Маргарита Корабельникова)
- Игорь Рогожин — Юрка (озвучивает Надежда Подъяпольская)
- Геннадий Фролов — отец Васи
- Валерий Носик — Куличков
- Лариса Барабанова — мать Васи
- Нина Белобородова — тётя Вера
- Юрий Медведев — главбух
- Юрий Горобец — завхоз
- М. Митин — начальник гаража
- А. Чиркунов — милиционер Кузьмич (озвучивает Раднэр Муратов)
- Владимир Герасимов — милиционер Валера
- Татьяна Тетерина — Валя

## Съёмочная группа
- Автор сценария: Элеонора Милова
- Режиссёр: Мария Муат
- Операторы: Евгений Анисимов, Владимир Брусин
- Художник: Виктор Лукьянов
- Композитор: Владимир Шаинский
- Слова песен: Михаил Пляцковский
- Песню «Рассвет-чародей» исполняет Геннадий Белов.